# A Bath Full of Ecstasy
A Bath Full of Ecstasy è il settimo album in studio del gruppo musicale britannico Hot Chip, pubblicato nel 2019.

## Tracce
1. Melody of Love – 4:18
2. Spell – 6:18
3. Bath Full of Ecstasy – 4:00
4. Echo – 4:40
5. Hungry Child – 6:05
6. Positive – 5:37
7. Why Does My Mind – 4:14
8. Clear Blue Skies – 6:45
9. No God – 5:38